# 49 Cancri
49 Cancri (b Cancri) é uma estrela na direção da Cancer. Possui uma ascensão reta de 08h 44m 45.04s e uma declinação de +10° 04′ 54.2″. Sua magnitude aparente é igual a 5.63. Considerando sua distância de 408 anos-luz em relação à Terra, sua magnitude absoluta é igual a 0.15. Pertence à classe espectral A1p....